# Richard Meng (Fußballspieler)
Richard Meng (* 12. Juni 1915 in Idar; † 31. Dezember 1965) war ein deutscher Fußballspieler.

## Karriere
Meng gehörte Hannover 96 an, für den Verein kam er von 1934 bis 1948 in Punkt- und Pokalspielen zum Einsatz.
Von 1934 bis 1941 spielte er in der Gauliga Niedersachsen, eine von 16 Gauligen zur Zeit des Nationalsozialismus als höchste einheitliche Spielklasse im Deutschen Reich. Am Ende seiner Premierensaison wurde er mit seiner Mannschaft Gaumeister, wie auch 1938. In der ab der Saison 1939/40 in zwei Gruppen ausgespielten Meisterschaft, unterlag er mit Hannover 96 im Finalspiel um die Gaumeisterschaft dem VfL Osnabrück, Sieger der Gruppe Nord, mit 4:5 nach Hin- und Rückspiel. In der Folgesaison revanchierte sich Mengs Verein mit 4:2 nach Hin- und Rückspiel. 
In der durch kriegsbedingte Aufteilung der Gauliga Niedersachsen entstandenen Gauliga Südhannover-Braunschweig, neben der Gauliga Weser-Ems, spielte er die Saison 1942/43 und 1943/44 und wurde mit seiner Mannschaft jeweils Fünfter. Ob er innerhalb dieser Gauliga in der Gruppe Braunschweig spielte ist unklar.
Aufgrund der drei errungenen Gaumeisterschaften nahm er auch an den Endrundenspielen um die Deutsche Meisterschaft teil. In der Saison 1934/35 bestritt er in der Gruppe B alle sechs Spiele, erzielte zwei Tore und schied als Gruppenzweiter hinter dem FC Schalke 04 aus dem Wettbewerb aus. Die Saison 1937/38 beendete er nach allen neun Endrundenspiele als Deutscher Meister, wobei er das Finale, das am 26. Juni in Berlin gegen den hohen Favoriten FC Schalke 04 nach dem 3:3-Unentschieden n. V., keinen Sieger fand, ebenso bestritt und ein Tor erzielte, wie auch das am 3. Juli an selber Stätte angesetzte, das mit 4:3 nach Verlängerung mit dem Treffer zum Endstand in der 117. Minute durch seinen Bruder Erich entschieden wurde. In der Endrunde um die Deutsche Meisterschaft 1940/41 bestritt er in der Untergruppe 2b am 6. April 1941 im ersten Gruppenspiel gegen Borussia Fulda, in dem ihm zwei Tore gelangen, sein letztes von insgesamt 16 Endrundenspielen. Als Gruppenzweiter hinter dem FC Schalke 04 schied er mit seiner Mannschaft aus dem Wettbewerb aus. 
Während der Besetzung Hannovers durch die Alliierten als Folge des Zweiten Weltkrieges wurde Hannover 96 im Jahr 1945 wie alle Vereine in Deutschland aufgelöst und 1946 wieder gegründet. 1947 erreichte der Verein am grünen Tisch die Aufnahme in die neu gegründete Oberliga Nord – eine von fünf höchsten Spielklassen. Am Ende seiner Premierensaison, die Hannover 96 als Elfter von zwölf teilnehmenden Mannschaften abschloss und in die 1. Amateurliga absteigen musste, beendete er seine aktive Fußballerkarriere. Im neu eingeführten Pokalwettbewerb um den Tschammerpokal bestritt Meng 1935 zwei, 1937 drei und 1938 ein Spiel. 

## Erfolge
- Deutscher Meister 1938
- Gaumeister Niedersachsen 1935, 1938, 1941